# Promotions de l'Académie militaire de la Gendarmerie nationale
L'Académie militaire de la Gendarmerie nationale, comme de nombreuses grandes écoles françaises, regroupe ses élèves au sein de promotions. Une promotion est composée de tous les officiers-élèves qui terminent leur scolarité la même année. Le baptême de promotion a lieu au terme de la première année de formation. 

## Histoire
- Les 14 premières promotions d'élèves-officiers, sans nom de baptême, ont été formées à la caserne Schomberg[1] à Paris, de 1901 à 1914. Elle ne forme que quelques sous-officiers destinés à devenir officiers.
- Aucune promotion n'est formée pendant la première guerre mondiale.
- La formation se déroule à l'EOGN, caserne d'Anjou à Versailles de 1919 à 1938 pour les promotions 15 à 38. C'est une école d'application ouverte à des sous-officiers et des officiers-élèves.
- Sous l'occupation, l'EOGN rouvre à Pau, Villa Nitot.
- En 1943, l'EOGN quitte Pau pour Courbevoie pour se rapprocher des professeurs d'université et de la police judiciaire de Paris.
- En 1945, l'EOGN doit quitter la caserne Charras de Courbevoie pour que les services de santé puissent étendre leur hôpital militaire et s'installe à la caserne Augereau de Melun. L'école s'étend ensuite sur la caserne Pajol.
- La promotion « Lieutenant-Colonel-Vessières » n'effectue qu'un an de formation.
- La scolarité est de 18 mois de 1948 à 1950.
- La scolarité est de trois ans de 1950 à 1975.
- La scolarité est de deux ans de 1975 à 1986.
- La scolarité est de trois ans de 1986 à 2003.
- La scolarité passe à deux ans en 2003 d'où deux promotions (107e et 108e) sortant la même année.

Le tableau suivant présente les promotions par nom et par ordre annuel décroissant.

## Liste des promotions
| Couleur | Lieu de formation           |
| ------- | --------------------------- |
|         | EOGM puis AMGM de Melun     |
|         | Caserne Charras, Courbevoie |
|         | Villa Nitot, Pau            |
|         | Caserne d'Anjou, Versailles |
|         | Caserne Schomberg, Paris    |

| Numéro d'ordre | Période de formation de la promotion | Nom de la promotion                                                                                        | Sénéchal / Grand Prévost |
| -------------- | ------------------------------------ | --- | ------------------------ |
| 132            | 2025-2027                            | |                          |
| 131            | 2024-2026                            | Capitaine Maurice Keller                                                                                   | Maxime Tassa             |
| 130            | 2023-2025                            | Ceux de Stonne                                                                                             | Benoît Morancé           |
| 129            | 2022-2024                            | Connétable Bertrand du Guesclin                                                                            | Maximilien Corbau        |
| 128            | 2021-2023                            | Combat de Pontlieue                                                                                        | Matthieu Bonnaud         |
| 127            | 2020-2022                            | Général de division Charles Morel                                                                          | Camille François         |
| 126            | 2019-2021                            | de la Légion d'honneur                                                                                     | Alexandre Balaguer       |
| 125            | 2018-2020                            | du Centenaire                                                                                              | David Pichon             |
| 124            | 2017-2019                            | Colonel Arnaud Beltrame                                                                                    | Christian Purdilly       |
| 123            | 2016-2018                            | Général de division Artous                                                                                 | Adrien Lethu             |
| 122            | 2015-2017                            | Lieutenant-colonel Caron                                                                                   | Yann Favennec            |
| 121            | 2014-2016                            | Lieutenant Jamet                                                                                           | Simon Vial               |
| 120            | 2013-2015                            | Colonel Delmas                                                                                             | Rodolphe Malochet        |
| 119            | 2012-2014                            | Chef d'escadron Guy Biard                                                                                  | Ludivine Wieder          |
| 118            | 2011-2013                            | Colonel Henry                                                                                              | Cédric Nestor-Romain     |
| 117            | 2010-2012                            | Chef d'escadron Fernand Daucourt                                                                           | Paul Brachet             |
| 116            | 2009-2011                            | Général Colonna d’Istria                                                                                   | Romaric Leclerc          |
| 115            | 2008-2010                            | Sous-lieutenant Paul Martin                                                                                | Faouzi Khelil            |
| 114            | 2007-2009                            | Capitaine Cyrille-Hippolyte Marchiani                                                                      | Frédéric Séveran         |
| 113            | 2006-2008                            | Général Adrien-François-Louis Fauconnet                                                                    | Stéphane Pros            |
| 112            | 2005-2007                            | Capitaine Jules-Édouard Chatel                                                                             | Sébastien Nochez         |
| 111            | 2004-2006                            | Capitaine Robert Frumin                                                                                    | Christophe Carrion       |
| 110            | 2003-2005                            | Ceux d’Indochine                                                                                           | Jacques Mérino           |
| 109            | 2002-2004                            | Le Gallois de Fougières                                                                                    | Laurent Calbo            |
| 108 107        | 2001-2003 2000-2003                  | Réseau Saint-Jacques                                                                                       | Jean-François Cozette    |
| 106            | 1999-2002                            | Capitaine Auguste-Georges Gauvenet                                                                         | Philippe Gangloff        |
| 105            | 2000-2003                            | Sous-lieutenant Foulon                                                                                     | Hubert Gaquère           |
| 104            | 1999-2002                            | Lieutenant Bricot                                                                                          | Laurent Lacroix          |
| 103            | 1998-2001                            | Chef d'escadron Berger                                                                                     |                          |
| 102            | 1997-2000                            | Capitaine Vaché                                                                                            |                          |
| 101            | 1996-1999                            | Capitaine Fontan                                                                                           |                          |
| 100            | 1995-1998                            | Lieutenant Georges Cambours                                                                                |                          |
| 99             | 1994-1997                            | Général Guillaudot                                                                                         |                          |
| 98             | 1993-1996                            | Capitaine Vinard                                                                                           |                          |
| 97             | 1992-1995                            | Capitaine Girard                                                                                           |                          |
| 96             | 1991-1994                            | Chef d'escadron Martin                                                                                     |                          |
| 95             | 1990-1993                            | Bicentenaire de la Gendarmerie nationale                                                                   |                          |
| 94             | 1989-1992                            | Lieutenant Save                                                                                            |                          |
| 93             | 1988-1991                            | Hondschoote                                                                                                |                          |
| 92             | 1987-1990                            | Général Radet                                                                                              |                          |
| 91             | 1986-1989                            | Chef d'escadron Morel                                                                                      |                          |
| 90             | 1985-1987                            | Sous-lieutenant Toucheron                                                                                  |                          |
| 89             | 1984-1986                            | Général Delfosse                                                                                           |                          |
| 88             | 1983-1985                            | Capitaine Ettori                                                                                           |                          |
| 87             | 1982-1984                            | Capitaine Martin                                                                                           |                          |
| 86             | 1981-1983                            | Lieutenant-colonel Fontfrede                                                                               |                          |
| 85             | 1980-1982                            | Capitaine Prud'Homme                                                                                       |                          |
| 84             | 1979-1981                            | Hommage aux drapeaux                                                                                       |                          |
| 83             | 1978-1980                            | Sous-lieutenant Moricet                                                                                    |                          |
| 82             | 1977-1979                            | Général Duin                                                                                               |                          |
| 81             | 1976-1978                            | Lieutenant Villatoux                                                                                       |                          |
| 80             | 1975-1977                            | Lieutenant Lagathu                                                                                         |                          |
| 79             | 1974-1975                            | Général Vessereau                                                                                          |                          |
| 78             | vers 1973-1975                       | Colonel Daubigney                                                                                          |                          |
| 77             | vers 1972-1975                       | Général Pierre Deflandre                                                                                   |                          |
| 76             | vers 1971-1974                       | Colonel Raffez                                                                                             |                          |
| 75             | vers 1970-1973                       | Général de Gaulle                                                                                          |                          |
| 74             | vers 1969-1972                       | Lieutenant Giudicelli                                                                                      |                          |
| 73             | vers 1968-1971                       | Général le Flem                                                                                            |                          |
| 72             | vers 1967-1970                       | Sous-lieutenant Petitcuenot                                                                                |                          |
| 71             | vers 1966-1969                       | Maréchal Juin                                                                                              |                          |
| 70             | vers 1965-1968                       | Chef d'Escadron Bergeret                                                                                   |                          |
| 69             | vers 1964-1967                       | Chef d'Escadron Henri-Clotaire Descamps                                                                    |                          |
| 68             | vers 1963-1966                       | Général Joachim Ambert                                                                                     |                          |
| 67             | vers 1962-1965                       | Colonel Robelin                                                                                            |                          |
| 66             | vers 1961-1964                       | Montereau                                                                                                  |                          |
| 65             | vers 1960-1963                       | Général Larrieu                                                                                            |                          |
| 64             | vers 1959-1962                       | Capitaine Blazy                                                                                            |                          |
| 63             | vers 1958-1961                       | Lieutenant Gilly                                                                                           |                          |
| 62             | vers 1957-1960                       | Lieutenant Collard                                                                                         |                          |
| 61             | vers 1956-1959                       | Lieutenant Terracher                                                                                       |                          |
| 60             | vers 1955-1958                       | Capitaine Cateaux                                                                                          |                          |
| 59             | vers 1954-1957                       | France d'Outre-Mer                                                                                         |                          |
| 58             | vers 1953-1956                       | Sous-lieutenant-Blanzat                                                                                    |                          |
| 57             | vers 1952-1955                       | Général Raby                                                                                               |                          |
| 56             | vers 1951-1954                       | La Croix de Guerre (attribution de la croix de Guerre 1939-1945 au drapeau de l'école)                     |                          |
| 55             | vers 1950-1953                       | Lieutenant Lacoste                                                                                         |                          |
| 54             | vers 1949-1950                       | Capitaine Declerck                                                                                         |                          |
| 53             | 1948-1949                            | Lieutenant Tucoulou-Tachouères                                                                             |                          |
| 52             | 1947-1948                            | Sous-lieutenant-Piquet                                                                                     |                          |
| 51             | 1947-1948                            | Lieutenant-colonel Vérines                                                                                 |                          |
| 50             | 1947                                 | Lieutenant-colonel Vessières                                                                               |                          |
| 49             | 1947                                 | Capitaine Chalvidan                                                                                        |                          |
| 48             | 1946-1947                            | Capitaine d'Hers                                                                                           |                          |
| 47             | 1946-1947                            | Medjez-el-Bab                                                                                              |                          |
| 46             | 1945-1946                            | Kilstett                                                                                                   |                          |
| 45             | 1944-1945                            | Lieutenant Milbert                                                                                         |                          |
| 44             | 1943-1944                            | Libération                                                                                                 |                          |
| 43             | 1943-1944                            | Capitaine Chevalier                                                                                        |                          |
| 42             | 1943-1944                            | Capitaine Delpal                                                                                           |                          |
| 41             | 1942-1943                            | Capitaine Lescot                                                                                           |                          |
| 40             | 1942-1943                            | Lieutenant Marsault                                                                                        |                          |
| 39             | 1941-1942                            | Lieutenant Pichard                                                                                         |                          |
| 38             | 1937-1938                            | Du Drapeau (attribution d'un drapeau à l'école)                                                            |                          |
| 37             | 1935-1936                            | Lieutenant-Huzol                                                                                           |                          |
| 36             | 1933-1934                            | Albert Ier                                                                                                 |                          |
| 35             | 1932-1933                            | Paul Doumer                                                                                                |                          |
| 34             | 1931-1932                            | André Maginot                                                                                              |                          |
| 33             | 1930-1931                            | Maréchal Joffre                                                                                            |                          |
| 32             | 1929-1930                            | La Croix du Drapeau (Attribution de la Croix de Chevalier de la LH au drapeau de la gendarmerie nationale) |                          |
| 31             | 1928-1929                            | Maréchal Foch                                                                                              |                          |
| 30             | 1927-1928                            | La Garde Républicaine Mobile                                                                               |                          |
| 29             | 1926-1927                            | Capitaine Paoli                                                                                            |                          |
| 28             | 1925-1926                            | Lieutenant Tiné                                                                                            |                          |
| 27             | 1924-1925                            | Général Jean-Alexis Béteille                                                                               |                          |
| 26             | 1924-1925                            | Maréchal Moncey                                                                                            |                          |
| 25             | 1923-1924                            | Général Jules Augustin Williams Léon Battesti                                                              |                          |
| 24             | 1923-1924                            | La Flamme du Souvenir                                                                                      |                          |
| 23             | 1922-1923                            | Trèfle d'Argent                                                                                            |                          |
| 22             | 1922-1923                            | La Rhur |                          |
| 21             | 1921-1922                            | Saint-Georges                                                                                              |                          |
| 20             | 1921-1922                            | La Première des Cinq Mois                                                                                  |                          |
| 19             | 1920-1921                            | La Mobile                                                                                                  |                          |
| 18             | 1920-1921                            | La Nouvelle Direction                                                                                      |                          |
| 17             | 1919-1920                            | Le Grand Renfort                                                                                           |                          |
| 16             | 1919-1920                            | La Victoire                                                                                                |                          |
| 15             | 1919-1920                            | Alpha |                          |
| 14             | 1914                                 | |                          |
| 13             | 1903                                 | |                          |
| 12             | 1912                                 | |                          |
| 11             | 1911                                 | |                          |
| 10             | 1910                                 | |                          |
| 9              | 1909                                 | |                          |
| 8              | 1908                                 | |                          |
| 7              | 1907                                 | |                          |
| 6              | 1906                                 | |                          |
| 5              | 1905                                 | |                          |
| 4              | 1904                                 | |                          |
| 3              | 1903                                 | |                          |
| 2              | 1902                                 | |                          |
| 1              | 1901                                 | |                          |